# البهنسا
البهنسا هي إحدى أشهر المناطق الأثرية في محافظة المنيا بجمهورية مصر العربية وتعد من أجمل القرى المصرية.

## التسمية
اسمها تصحيف للفظ مصري قديم «بمادا» وهناك رأي آخر بأن اسمها في اللغة المصرية «برمزت» (permezet) أو «پـرمجيد» أي (الصولجانات الذهبية) (The pure scepter)، وبالقبطية «بنجه»، وفي العصر اليوناني كان اسمها أوكسيرنخوس وتعني كلمة «أوكسيرنيخوس»؛ سمك المزدة ذا الفم الطويل المدبب سماها الأقباط في اللغة المصرية الحديثة (القبطية) باسم (پـيمدجيه) (pemdje)، وكتبت في الوثائق المصرية المكتوبة باللغة اليونانية باسم أوكسيرنخوس وأيضًا باسم (نيوستيموپـوليس) وهو اسم لم يستعمل بشكل جدي لا في الوثائق ولا من قِبَلْ الناس في الحياة اليومية، وعُرِفَتْ أخيرًا في اللغة العربية باسم قرية البَهْنَسَا وهي القرية التي بُنيت على أجزاء من المدينة الأصلية.

## المكان
وتقع القرية على بعد 16 كيلو متر من مركز بني مزار ناحية الغرب محافظة المنيا

## تاريخها
وهي مدينة أثرية قديمة، عُثر فيها على الكثير من البرديات التي ترجع إلى العصر اليوناني الروماني. وعنها يقول المؤرخون العرب إنها كانت عند فتح مصر مدينة كبيرة حصينة الأسوار لها أربعة أبواب ولكل باب ثلاثة أبراج، وإنها كانت تحوي الكثير من الكنائس والقصور. وقد ازدهرت في العصر الإسلامي، وكانت تصنع بها أنواع فاخرة من النسيج الموشى بالذهب. وتحتوي مدينة البهنسا على آثار من مختلف العصور التي مر بها التاريخ المصري حيث تشتمل هذه القرية على الآثار الفرعونية واليونانية والرومانية والقبطية والإسلامية حتى آثار التاريخ الحديث متواجدة متمثلة في المباني والقصور التي يرجع عمرها إلى أكثر من مائة عام.
كانت هذه البلدة ذات أسوار عالية وحكمها حاكم روماني جبار يسمى البطليموس وكانت له فتاة ذات حسن وجمال، ومن شدة جمالها أطلق عليها بهاء النساء ومن هنا سميت البلدة بـ «البهنسا» ومن المعالم التاريخية الموجودة فيها شجـرة مـريم (عليها السلام)، وسميت كذلك لأنه يقال أن مريم العذراء جلست تحتها والمسيح عيسى بن مريم ويوسف النجار، عندما كانوا في رحلة إلى صعيد مصر.

### مدينة الشهداء

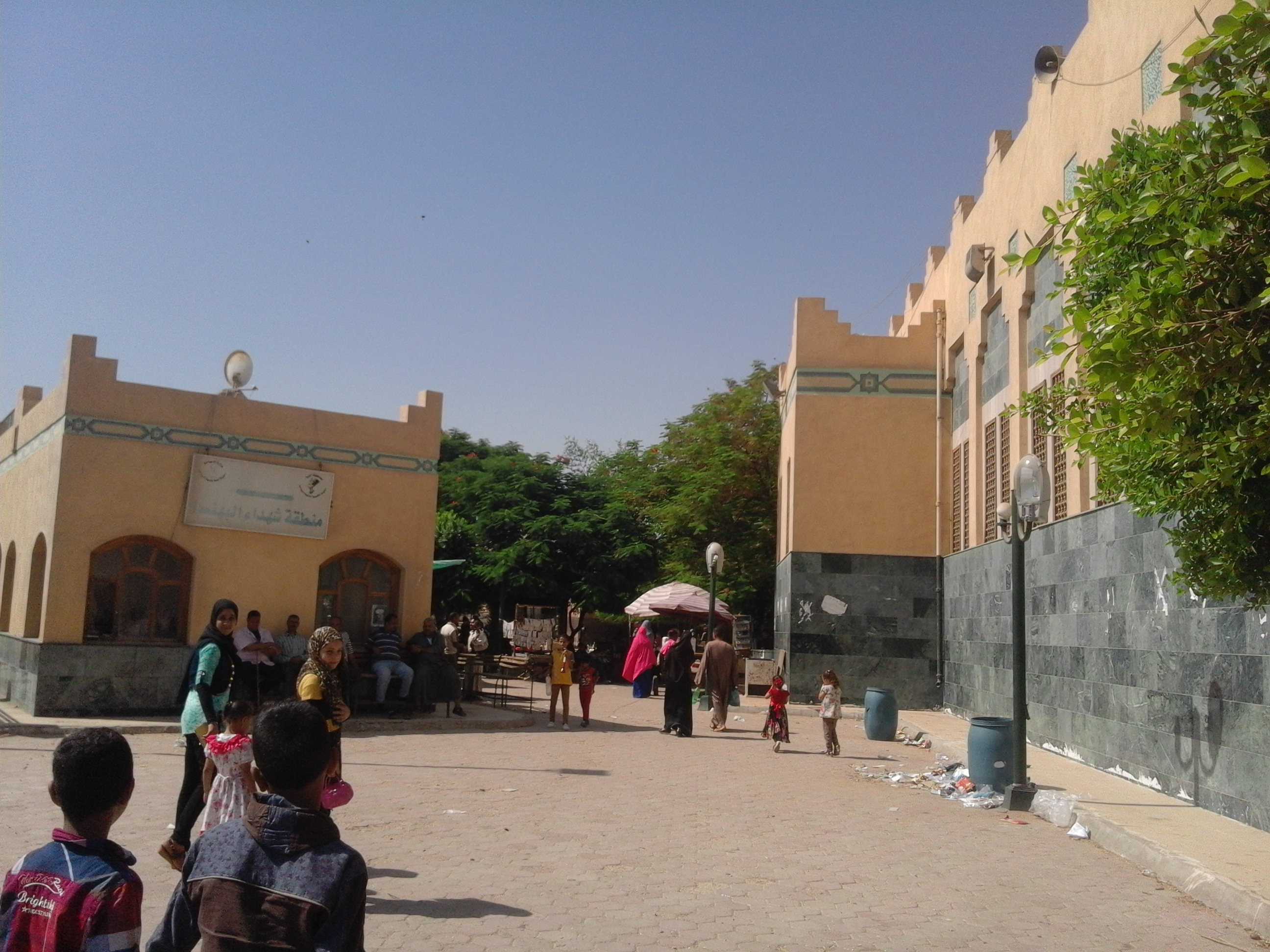
منطقة شهداء البهنسا

وقد شهدت البهنسا صفحات مجيدة من تاريخ الفتح الإسلامي لمصر، حيث يُطلق عليها مدينة الشهداء لكثرة من اسُتشهد فيها خلال الفتح الإسلامي ففي عام «22 هجرية» أرسل «عمرو بن العاص» جيشا لفتح الصعيد بقيادة «قيس بن الحارث» وعندما وصل إلى البهنسا، كانت ذات أسوار منيعة وأبواب حصينة، كما أن حاميتها الرومانية قاومت جيش المسلمين بشدة، مما أدى إلى سقوط عدد كبير من الشهداء المسلمين، وهو ما كان سببا في قدسية المدينة داخل نفوس أهلها الذين أطلقوا عليها «مدينة الشهداء» تبركًا والتماسًا للكرامات، وفي البهنسا غربا بجوار مسجد «علي الجمام» تقع جبانة المسلمين التي يوجد فيها وحولها عدد كبير من القباب والأضرحة التي تنسب للصحابة والتابعين والعلماء الذين زاروا المدينة ومقابر (مقامات) لشهداء الجيش الإسلامي الذين شاركوا في فتح مصر واستشهدوا على هذه الأرض خلال حملتهم في فتح الصعيد المصري، ويفخر أهلها اليوم بهذه القرية لاحتواء ترابها على أجساد هؤلاء الشهداء من الصحابة، بل والبدريين منهم (أي من حضروا غزوة بدر مع الرسول صلى الله عليه وسلم)، ومن هؤلاء الشهداء:
| - "أمير السرية الصحابي الشهيد زياد بن أبي سفيان بن الحارث بن عبد المطلب الهاشمي القرشي - "سليمان بن خالد بن الوليد المخزومي القرشي - "محمد بن عبد الرحمن بن أبي بكر الصديق التيمي القرشي - "الحسن الصالح بن علي زين العابدين بن الحسين بن علي بن أبي طالب الهاشمي القرشي - "محمد بن أبي ذر الغفاري الكناني - "محمد بن عقبة بن نافع الفهري القرشي - صاغر بن فرقد/ - عبد الله بن سعيد/ - عبد الله بن حرملة/ - عبد الله بن النعمان/ | - عبد الرزاق الأنصاري/ - عبد الرحيم اللخمي/ - أبو حذيفة اليماني/ - أبو سلمة الثقفي/ - أبو زياد اليربوعي التميمي/ - أبو سليمان الداراني/ - ابن أبي دجانة الأنصاري/ - أبو العلاء الحضرمي/ - أبو كلثوم الخزاعي/ - أبو مسعود الثقفي/ | - هاشم بن نوفل القرشي/ - عمارة بن عبد الدار الزهري القرشي/ - مالك بن الحرث/ - أبو سراقة الجهني/ - عبيدة بن عبادة بن الصامت/ - جعفر بن عقيل بن أبي طالب الهاشمي القرشي - علي بن عقيل بن أبي طالب الهاشمي القرشي - خولة بنت الأزور/ - السبع تابعيات الشهيدات (السبع بنات) - القاضي الكبير علي الجمام قاضي قضاة البهنسا وإمام المالكية في عصره. |

وقديماً كانت البهنسا مليئة بالكنائس ولكن مع مرور الأيام تلاشت هذه الكنائس ولم يتبق منها سوى جدران خاوية ومن المعالم التاريخية الإسلامية: مسجد القاضي علي الجمام وقد تم بناؤه حديثاً (وليس أثرياً) بجوار ضريح الشيخ علي الجمام وقد صمم وفق الطراز الإسلامي بطابع أندلسي، وتحتوي القرية أيضا على مسجد ومقام الحسن الصالح بن علي زين العابدين بن الحسين بن علي بن أبي طالب، أي حفيد رسول الله محمّد (صلى الله عليه وسلم) وهو يعتبر من أقدم المساجد في القرية بل في مصر فهو أقدم من الأزهر الشريف إذ يزهو عمره على الألف والمائتي سنة (أكثر من 1200 سنة) .

## كتب عن البهنسا
ومن أشهر الكتب التي تم تأليفها عن البهنسا:
- كتاب فتوح البهنسا للواقدي
- وكتاب آثار وفنون مدينة البهنسا في العصر الإسلامي للدكتور أحمد عبد القوي محمد
- (قصة البهنسا.. حكاية غزوة) للدكتور عمرو عبد العزيز منير (أستاذ مساعد في قسم التاريخ بكلية الآداب)، وهو تحقيق للمخطوط الأصلي قصة البهنسا لمؤلفه محمد بن محمد المعز وقد صدر عن الهيئة المصرية العامة لقصور الثقافة

## علماء من البهنسا
- ومن العلماء الذين خرجوا من البهنسا وتربو على أرضها الإمام القرافي وهو أحد علماء المالكية الثقات.

## البَهْنَسَا في كتاب فتوح البهنسا الغراء

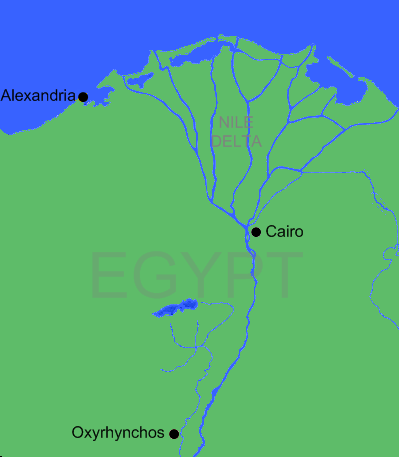
موقع أوكسير نخوس أو البهنسا حاليا

### المكان
البَهْنَسَا بلدة بمركز بني مزار بمحافظة المنيا، تقع بين بحر يوسف، وسفوح التلال من سلسلة الجبال الليبية، على مسيرة 15 كيلو مترًا غربي بني مزار، وهي محطة للسكة الحديدية على بعد 198 كيلومترًا جنوب القاهرة

### العصر الفرعوني

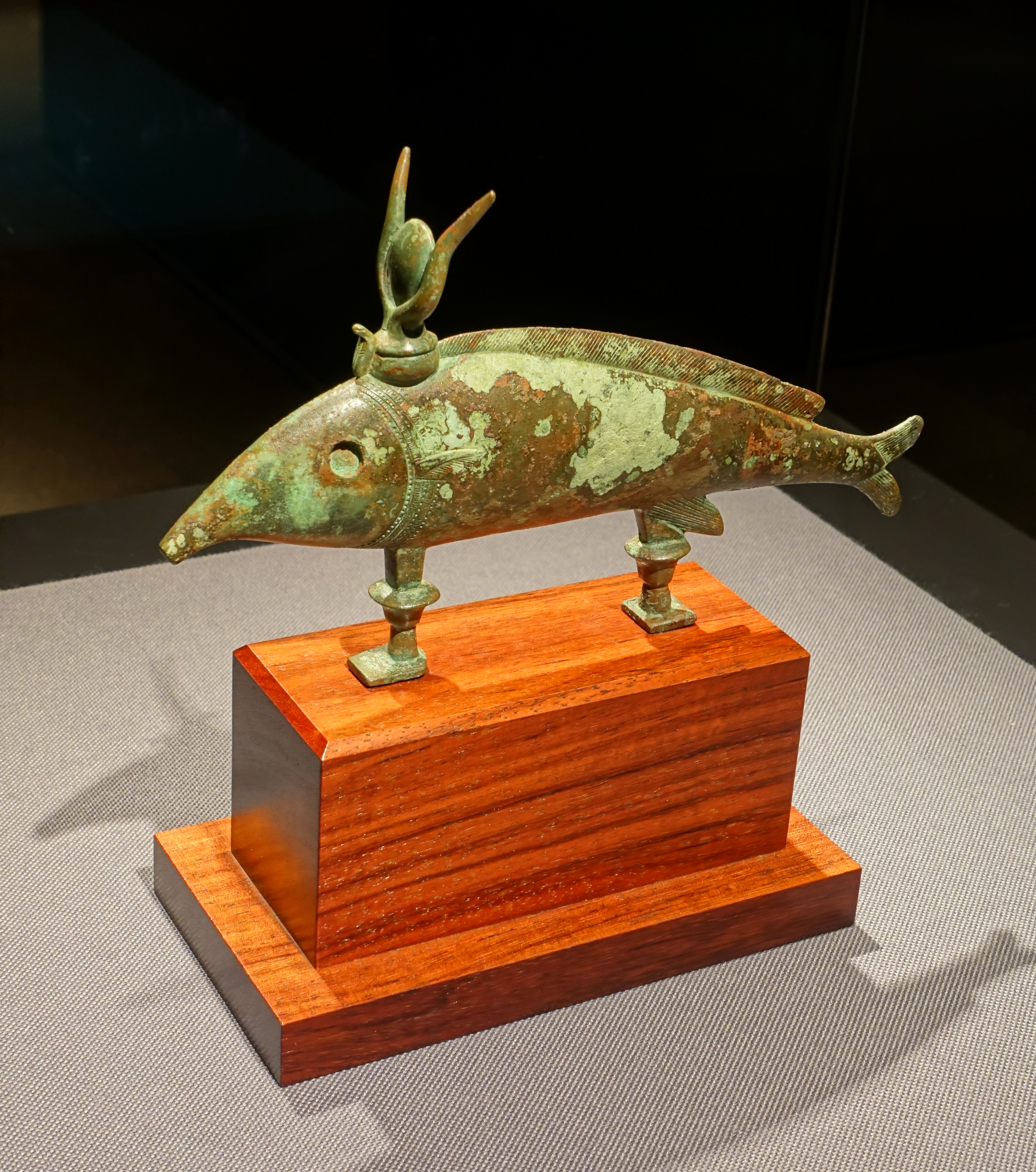
تمثال برونزي على هيئة سمكة من عهد الفرعوني 664ق.م_332 ق.م المتحف الوطني طوكيو اليابان

اسمها تصحيف للفظ مصري قديم «بمادا» وكانت قديماً عاصمة الإقليم التاسع عشر من أقاليم الصعيد، ومركزًا لتقديس المعبود «ست».
وهناك رأي آخر بأن اسمها في اللغة المصرية «برمزت» (permezet) أو «پـرمجيد» أي (الصولجانات الذهبية) (The pure scepter)، وبالقبطية «بنجه».
وكانت أوكسيرنخوس مركزًا دينيًا مهمًا وقبل دخول اليونانيين لمصر كانت المدينة قائمة وكاملة لموقعها الاستراتيجي؛ لأنها تقع على أقصر الطرق المؤدية من وادي النيل إلى الواحة من الشمال إلى واحة الفيوم. هذه المدينة بالإضافة إلى مكان عبادة (ست)، المعبد الذي كان أكثر نشاطًا في وقت رمسيس الثالث (حوالي 1184 - 1153 قبل الميلاد) الإله (ست) في الحقيقة على الرغم من خصائصه الغير ودية حيث أنه كان إله الزوابع والبرق والرعد والعنف وعدد من الصفات السيئة الأخرى إلا أن المصريين اعتبروه الإله الحامي للإقليم وكان يوم ميلاد الإله كان يوم عيد في المنطقة.
وفي أسطورة حورس في إدفو كانت أوكسيرينخوس مسرحاً لمعركة بين ست وحورس، حيث فقد ست ساقه. واليونانيون الذين أطلقوا اسم أوكسيرنخوس على المدينة والإقليم الذي يحمل نفس الاسم حسب نوع من السمك المدبب الأنف.
أطلت نشأة البَهْنَسَا من بوابات الأسطورة التي تقول:
| البهنسا | إن إيزيس ذهبت للبحث عن أجزاء جسد أوزوريس زوجها الذي قتلته ست ومزق جسده وألقى الأشلاء في كل مقاطعات مصر ووِجِدَتْ كل ال - 14 أو 16 قطعة، فيما عدا عضوه التناسلي الذي ابتلعته ثلاثة أسماك من بينهم سمكة مورميريد أي السمكة ذات الأنف المدببة. | البهنسا |

### العصر اليوناني الروماني
وفي العصر اليوناني كان اسمها أوكسيرنخوس، وكانت قاعدة ولاية (nome) وهي ولاية "أوكسيرنيخيتس، وتعنى كلمة "أوكسيرنيخوس"؛ سمك المزدة ذا الفم الطويل المدبب، الذي كان مقدسًا ويعبده أهالي تلك الولاية، وكانت البَهْنَسَا مدينة مزدهرة، ومشهورة بكنائسها وأديارها العديدة في العصر البيزنطي.

#### معرض صور

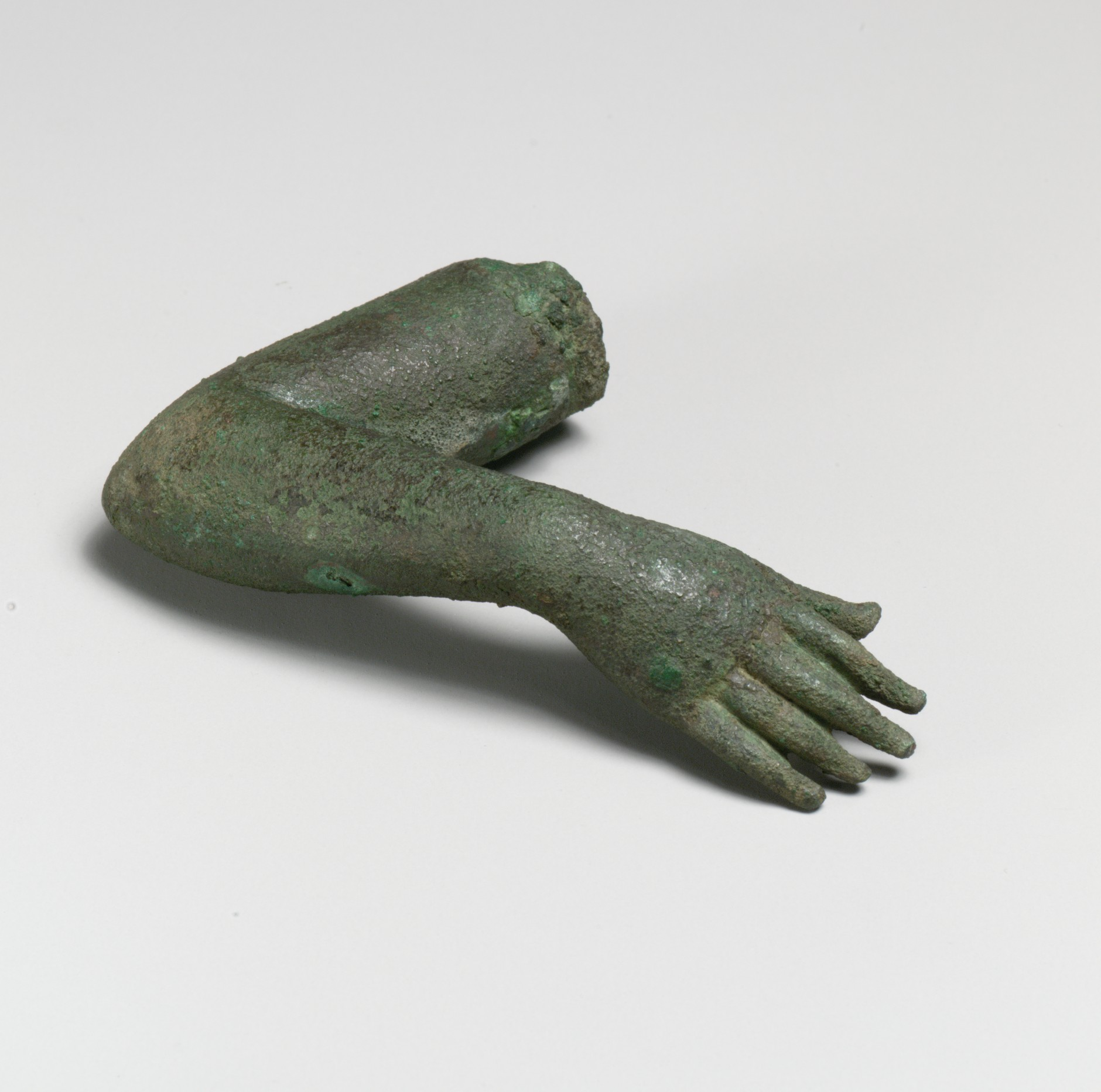
ذراع تمثال أفروديت
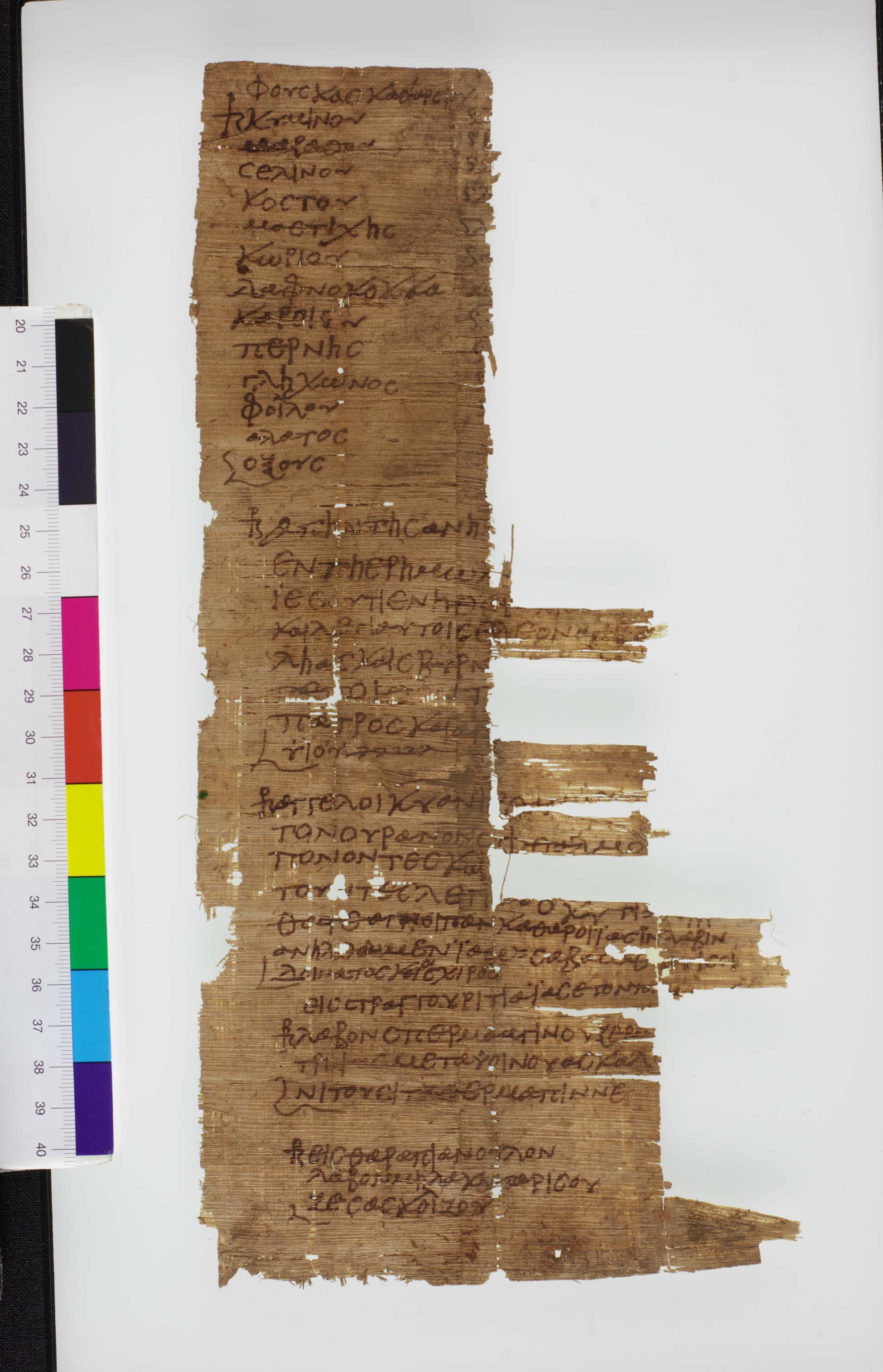
ورقة من البردي بالخط اليوناني
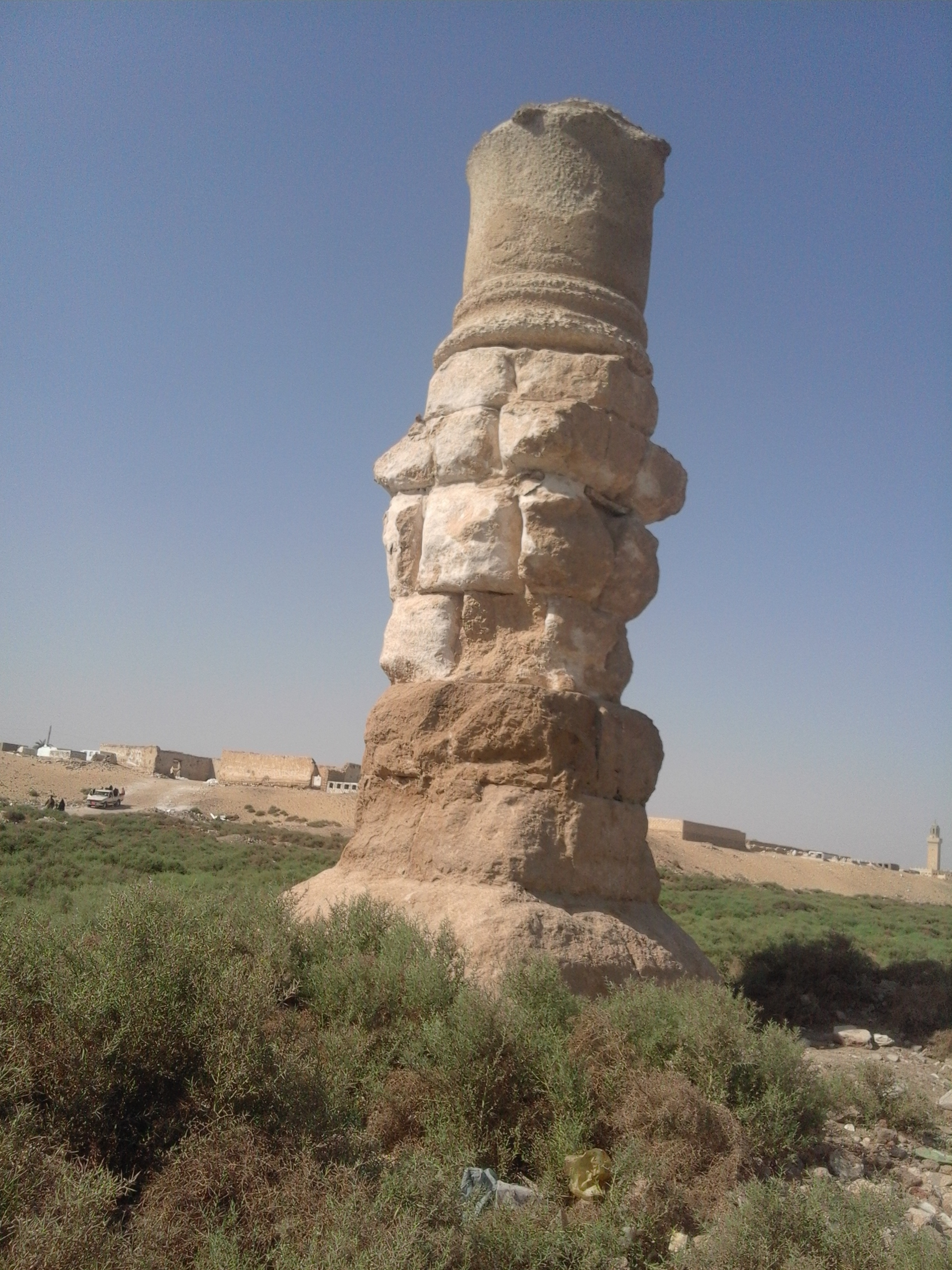
عمود القديعة

#### البهنسا في كتب اليونان والرومان
وقد ذُكرت ولاية أوكسيرنيخيتس، وقاعدتها «أوكسيرنيخوس»، في أعمال كل من سترابون (حوالي 64 ق. م) وبلينى (ولد 28 م) وبطليموس (ت 161 م).

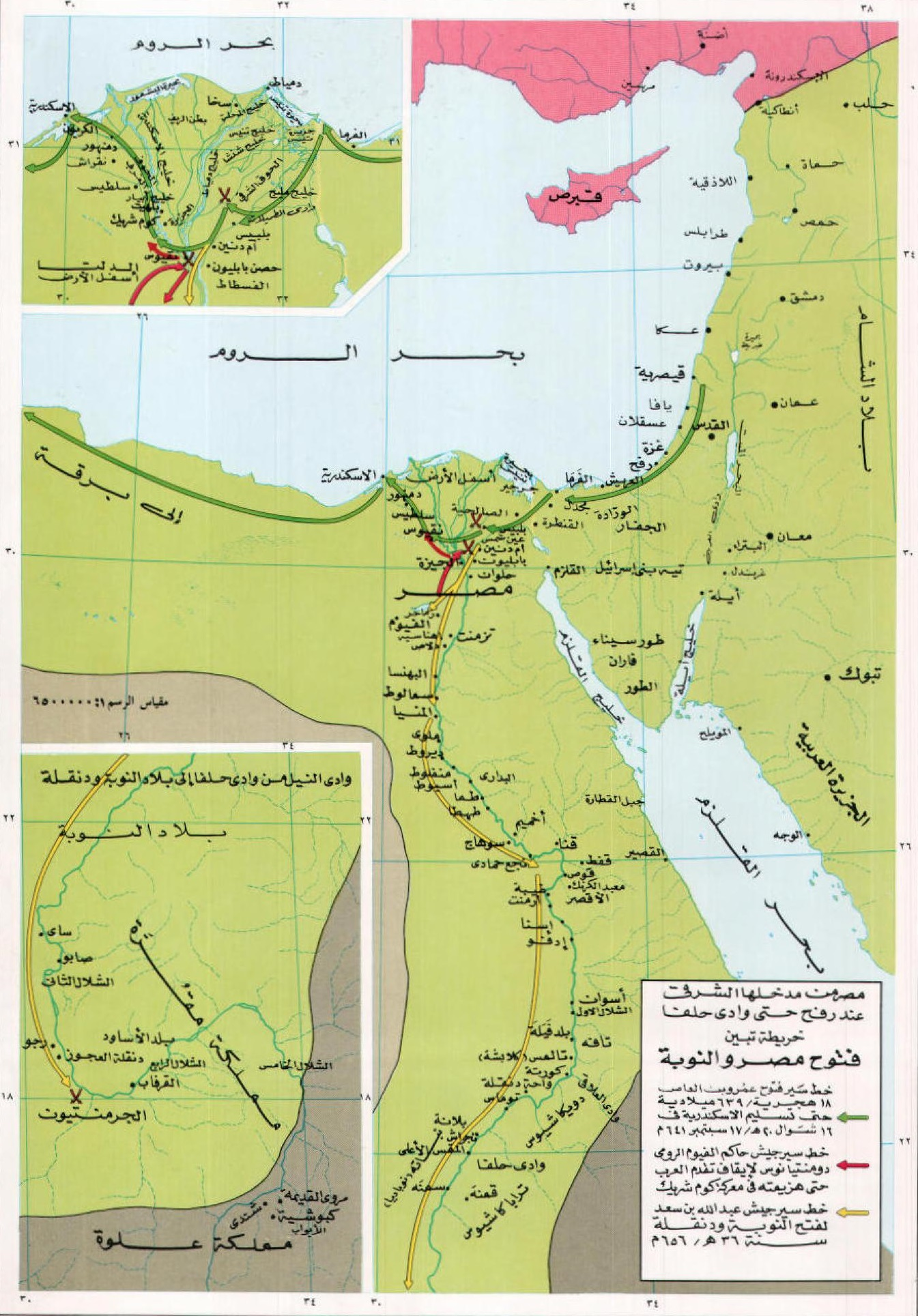
فتوح مصر والنوبة في عهد الخليفة عمر بن الخطاب رضي الله عنه

### العصر الإسلامي
كانت موضعاً حصينًا سميك الأسوار في بداية العهد الإسلامي، ويبدو أن الحامية البيزنطية إلى جانب الأقباط ومن حضر من البجة والسودان لمساندتهم قد ابدوا شجاعة
فائقة في الدفاع عنها، وأبدى المسلمون إصرارًا على فتح المدينة التي كانت بمثابة مفتاح الطريق إلى الصعيد كله، وظل الناس يذكرون ذلك طويلا، وكانت الأحاديث التي رواها الصحابة الذين حضروا الفتح نواة قصة فتوح البَهْنَسَا التي تنامت عبر العصور، وظلت تُروى عبر العصور وما زالت تروى حتى عهد قريب.

#### البهنسا في كتب المسلمين والعرب
وكانت البَهْنَسَا في مبدأ الأمر قصبة كورة فنعمت بالرخاء وأطلق اسم البَهْنَسَا على عمل في عهد إعادة التنظيم الإداري الذي نفذ بناءً على أمر الوزير الفاطمي بدر الدين الجمالي في نهاية القرن الخامس الهجري (الحادي عشر الميلادي).
- وقد ذكر ابن دقماق في كتابه «الانتصار لواسطة عقد الأمصار» | البهنسا               | كورة البَهْنَسَا ضمن كور الوجه القبلي، والتي كان عددها اثنتين وعشرين كورة تجمعها عشرة أعمال من بينها "عمل البَهْنَسَائية | البهنسا |
| — أصل الاقتباس، مصدره | |         |
- وقد كانت البَهْنَسَا كشوفية في عهد المماليك، وكان يتولاها كاشف، ويؤيد هذا النص الذي ورد في كتاب «بدائع الزهور» لإبن إياس الحنفي:| البهنسا               | "وفي ربيع الآخر خلع السلطان على الجمالي يوسف بن الزرازيري كاشف البَهْنَسَا وقرره في الوزارة عوضاً عن خوش قدم الطواشي بحكم صرفه عنها "، ويضيف: " الأمير علم الدين سنجر بن عبد الله الخازن ولي الكشف بالبَهْنَسَا بالوجه القبلي ثم ولي القاهرة وشد الجهات وأقام عدة سنين | البهنسا |
| — أصل الاقتباس، مصدره | |         |
- ويؤكد ذلك قول ابن تغري بردي في كتابه حوادث الدهور في مدى الأيام والشهور:| البهنسا               | في يوم الاثنين رابعه وصلت رؤوس الناس من العرب العاصين أرسل بها كاشف البَهْنَسَاوية | البهنسا |
| — أصل الاقتباس، مصدره |                                                                                |         |
- وفي تاريخ الجبرتي: " | البهنسا               | وفي سابعه حضر شاهين بك.. وأعطاه الباشا إقليم الفيوم بتمامه التزاما وكشوفية وأطلق له فيها التصرف وأنعم عليه أيضا بثلاثين بلدة من إقليم البهنسا مع وكشوفيتها". | البهنسا |
| — أصل الاقتباس، مصدره | |         |
- ويأتي ابن حوقل في القرن (4 هـ/ 10 م) على رأس من ذكروها كموقع وتاريخ حين قال:| البهنسا               | والفرفرون قرية ذات قصور.. وبالفرفرون والبَهْنَسَا قصران لآل عبدون يليهما مساكن القلمون.. وبالبهنسة وبيخيط وبيريس قرى ظاهرة وباطنة | البهنسا |
| — أصل الاقتباس، مصدره | |         |

وفي هذا ما يشير إلى ما كان بالمدينة في القرن الرابع الهجري / العاشر الميلادي من أبنية وقصور
- وكذلك فقد ذكرت فيما قيل تعليقًا على ما أشار إليه المسبحي في القرنين (4 ـ5 هـ/10 ـ11 م)«بأنها تقع إلى الغرب من قرية القيس»،| البهنسا               | وبين بهنسة مصر والقيس وبهنسة ألواح أربع مراحل | البهنسا |
| — أصل الاقتباس، مصدره |                                               |         |
- ويضيف المقريزي:| البهنسا               | اعلم أن القيس من البلاد التي تجاور مدينة البَهْنَسَا"، وكان يقال: القيس والبَهْنَسَا. | البهنسا |
| — أصل الاقتباس، مصدره |                                                                               |         |

وفي هذا ما يُشير إلى تأثير كل مركز من هذين المركزين المتجاورين على الآخر في مجال الصناعة التي اشتهر بها كل منهما
- وقد زار ابن بطوطة البَهْنَسَا ووصفها بقوله:| البهنسا               | ثم سافرت منها (يقصد مدينة ببا) إلى مدينة البَهْنَسَا، وهي مدينة كبيرة وبساتينها كثيرة، وضبط اسمها بفتح الموحدة وإسكان الهاء وفتح النون والسين وتصنع بهذه المدينة ثياب الصوف الجيدة. | البهنسا |
| — أصل الاقتباس، مصدره | |         |

وفي تلك الإشارة العابرة نجد أنه لم يعط البَهْنَسَا صفة المدينة فقط وإنما وصفها بالكبيرة ذات البساتين الكثيرة فاختلف بذلك مع المسبحي قبله واتفق فيه مع ما ذكره المقريزي بعده في القرن (9 هـ/15 م)
- حيث وصفها المقريزي بالمدينة وجعلها في جهة الغرب من النيل:| البهنسا               | هذه المدينة في جهة الغرب من النيل بها تعمل الستور البهنسية | البهنسا |
| — أصل الاقتباس، مصدره |                                                            |         |
- ويذكرها المقدسي في أحسن التقاسيم:| البهنسا               | ويصنع ببهنسة الستور والأنماط، والكتان الرفيع مزارعه ببوصير | البهنسا |
| — أصل الاقتباس، مصدره |                                                            |         |
- أما ما قيل تعليقًا على إشارة ابن ظهيرة إليها في القرن (10 هـ/16 م) فمؤداها أنها - كما قال المقريزي -| البهنسا               | في جهة الغرب من النيل بالصعيد الأدنى يضاف إليها كورة فيقال كورة البَهْنَسَا | البهنسا |
| — أصل الاقتباس، مصدره |                                                                         |         | في جهة الغرب من النيل بالصعيد الأدنى يضاف إليها كورة فيقال «كورة البَهْنَسَا»
- ويذكرها اليعقوبي بقوله:| البهنسا               | وكانت مملكة القبط أرض مصر من كور الصعيد: منف، ووسيم، والشرقية، والقيس، والبَهْنَسَا، وأهناس | البهنسا |
| — أصل الاقتباس، مصدره |                                                                                         |         |

### البهنسا في العصر الحديث
في سنة (1245 هـ/1830 م) ضمت بلاد مركزي المنيا وأبو قرقاص تحت اسم «مأمورية الأقاليم الوسطى» فأصبحت البَهْنَسَا بذلك قرية من قرى مصر تابعة لمركز بني مزار بمحافظة المنيا.
- ثم جاء على باشا مبارك في القرن (13 هـ/19 م) فزاد معرفتنا عن هذه المدينة حين قال| البهنسا | إنها بلدة مشهورة بالصعيد الأوسط بين منية ابن خصيب وبني سويف إلى جهة الغرب من النيل، كان يقال لها بمج أو بمجة وهي كلمة قبطية تستعمل مفردة مضافة إلى كلمة اكسيرانيكوس وقد خلفتها القرية الموجودة الآن باسمها على الشاطئ الغربي من بحر يوسف من بلاد مديرية المنية بقسم الجرنوس . | البهنسا |
- وفي تفسير آخر يقول صاحب القاموس الجغرافي أن اسمها القبطي (pemze) وأن حرفا (dj) في اللغة القبطية ينطقان بالعربية سينا أو صاداً فيقال: «بمسية» ومنه اسمها العربي البَهْنَسَا، وفي دفتر تعداد (تاريخ) سنة 1936 م

| البهنسا | سميت بالبَهْنَسَا الغربية لوقوعها على الجانب الغربي لبحر يوسف تجاه صندفا وأصبحت الفشن قاعدة لولاية البَهْنَسَا . | البهنسا |

- ثم زاد على مبارك في القرن 13 هـ / 19 م) على كل ذلك بقوله: | البهنسا | أن المدينة وقت فتح المسلمين بلاد مصر كانت عالية الجدران حصينة الأسوار وكان بها أبواب أربعة إلى الجهات الأربعة. | البهنسا |
- ويصف الإدريسي البَهْنَسَا بقوله: | البهنسا | البَهْنَسَا مدينة عامرة بالناس، جامعة لأمم شتى . | البهنسا |

## صناعة
هذا عن البَهْنَسَا كموقع وتاريخ، أما فيما يتعلق بها كمركز صناعي فالواقع أن ما لدينا من المعلومات التاريخية التي وردت في كثير من المصادر والمراجع العربية وما تحتفظ به المتاحف من أدلة مادية تثبت بما لايدع مجالا للشك أن البَهْنَسَا كانت مركزًا من أهم مراكز صناعة النسيج في مصر في العصر المسيحي طبقًا لما ورد في بعض المراجع العربية الحديثة.
كان بمدينة البَهْنَسَا طرز (مصانع للنسيج) تنسج للعامة وطرز للخاصة، تنسج بها الستور المعروفة بالبهنسة، والمقاطع السلطانية، وسواء أكانت من الصوف أو القطن، كان يكتب عليها اسم المتخذلة:
| البهنسا | وينسج المطرّز والمقاطع السلطانية، والمضارب الكبار، والثياب المحبرة، وكان يعمل بها من الستور، ما يبلغ طول الستر الواحد ثلاثين ذراعاً، وقيمة الزوج مائتا مثقال ذهب، وإذا صنع بها شيء من الستور والأكسية، والثياب من الصوف أو القطن، فلا بدَّ أن يكون فيها اسم المتخذله مكتوباً على ذلك مضوا جيلاً بعد جيل. | البهنسا |

. يصفها صاحب الروض المعطار بقوله:
| البهنسا | بهذه المدينة تعمل الستور البهنسية وتنسج الطرز والمقاطع السلطانية والمضارب الكبار والثياب المتخيرة ويقيم بها التجار الستور الثمينة طول الستر ثلاثون ذراعاً وأزيد وأنقص، قيمة الاثنين منها مائتا مثقال وأكثر من ذلك وأقل، ولا يصنع فيها شيء من الستور والأكسية وسائر الثياب من الصوف والقطن إلا وفيها اسم المتخذ له مكتوباً على ذلك مطرزاً جيلاً بعد جيل، وهذه الأكسية والفرش مشهورة في جميع الأرض. | البهنسا |

ولم يختلف عنهما الإدريسي (القرن السادس الهجري) بقوله عن البَهْنَسَا ذاكرًا ما بها من ستور معروفة بالبهنسية والمقاطع السلطانية والمضارب الكبار والثياب المتميزة، والستور الثمينة المصنوعة للتجارة، وأن هذه الستور والفرش والأكسية مشهورة في جميع الأرض ".
ويضيف السيوطي في حسن المحاضرة:
| البهنسا | وبها - البَهْنَسَا - الستور التي هي أحسن ستور الأرض والبسط وأجلة الدواب والبراقع وستور النسوان في المضارب والأكسية والطيالسة. | البهنسا |

### المرافق العامة
اعتنى بعض المؤرخين عناية خاصة بتمييز البَهْنَسَا كمدينة عن القرى بذكر المرافق العامة بها باعتبارها من الدلالات الواضحة على تمييز المدن عن القرى فقد افرد الوطواط ذكرًا خاصًا لبعض المنشآت التجارية المتخصصة في بيع سلعها كقياسر البز والجوامع والربط والحمامات والمدارس بقوله:
| البهنسا   | مدينة كبيرة عامرة آهلة بها قيسارية للبز وربط ومساجد وكل مسجد فيها مسجدان علوي يصلى فيه زمن الصيف وسفلي يصلى فيه زمن الشتاء، وزوايا للفقراء وحمامات ومدرسة . | البهنسا |
| — الوطواط | |         |

وتعد المؤسسات الدينية إحدى السمات التي ميزت البَهْنَسَا عن غيرها ومما يلفت النظر ما ذكره الوطواط عن مساجدها وانها كانت مكونة من مسجدين؛ علوي يُصلى فيه زمن الصيف، وسفلى يصلى فيه زمن الشتاء، وهذا الوصف أو هذا التصميم لا نجده عند غيره ولا ندري مدى سلامة هذا التصوير وإن كنا لا نستبعده إذ كنا نرى صورة لذلك في بعض مساجد دول الجزيرة العربية.
إضافة لإشارته لوجود الحمامات بها كونها تعتبر من أهم مرافق المدن الإسلامية، ثمة ملاحظة تستلفت النظر عن الكثير من المؤرخين في تناولهم للبهنسا؛ هو عدم إسرافهم في الحديث للجوانب التاريخية للمدينة وآثارها القديمة سوى أشارة مقتضبة لدى الهروي يدلنا على وجود بعض الآثار المصرية القديمة بالبَهْنَسَا:
| البهنسا | وبها البرابى العجيبة والآثار القديمة | البهنسا |

على أن أهم ما قدمه لنا الوطواط بعض الاهتمام بالنواحي الاجتماعية والخلقية لسكان البَهْنَسَا من حيث التمسك بالفضائل والقيم فيقول:
| البهنسا   | وأهلها أخيار لا يمكن أن يظهر عليهم فيشارفهم | البهنسا |
| — الوطواط |                                             |         |

ورغم هذا الفيض الهائل من الأخبار التي وردت في المصادر والمراجع العربية عن منسوجات البَهْنَسَا، فإن لدينا مما يحتفظ به في متحف الفن الإسلامي بالقاهرة قطعة من النسيج الطولوني عليها في النصف العلوي جامات تضم رسوم أرانب تتوسطها جامة رئيسية نجد فيها رسما لرأس آدمي، أما النصف السفلي فعليه شريط من كتابة كوفية بسيطة في سطر واحد نقرأ فيها: «مما عمل في طراز الخاصة بمدينة البهنسى».
ووردت إشارات عن العثور على الكثير من التحف الزجاجية، الأمر الذي يعني نشاط هذه الصناعة في البَهْنَسَا ولا سيما في العصر الفاطمي.
تحدثت بعض المصادر والمراجع عن البَهْنَسَا بوصفها أحد الأماكن المنتجة للأخشاب الصالحة لصناعة الأسطول، وأن الأوامر السلطانية كانت صادرة: "بحراستها وحمايتها، والمنع منها والدفع عنها " وأن توفر على عمائر الأساطيل المظفرة، ولا يقطع منها إلا ما تدعو إليه الحاجة وتوجيه الضرورة". واشتهرت البَهْنَسَا كأحدى مصادر الأخشاب المحلية كالحراج السلطانية إذ كان أكثرها في الوجه القبلي في البَهْنَسَا، الأشمونيين، وأسيوط، وأخميم، وقوص.
ونظرًا لأهميتها في الصناعة، فقد صدرت الأوامر بحراستها وحمايتها، حتى يعمل منها مراكب الأسطول، فلا يقطع منها إلا ما تدعو الحاجة إليه، وكانت هذه الحراج من أشجار السنط، وقد تعرضت للإهمال على نحو ما ذكر النابلسي، بعد أن كان يقطع منها ما بين 40، 50 ألف عود لصالح الصناعة.
البَهْنَسَا كما وصفها المخطوط ويصف المخطوط البَهْنَسَا بأنها مدينة مباركة يُستجاب فيها الدعاء، وقد استثمر الوجدان الشعبي ملكة الابتكار، وأطلق لخياله العنان كي يبرز مدى التبجيل والتقديس الذي أحاط بالمدينة، وقد كان الدافع الروحي هو المحرك لخيال الضمير الشعبي الابتكاري فيما يخص البَهْنَسَا إذ إن في أديمها عدداً لا بأس به من قبور الأولياء والصالحين والصحابة والتابعين، أضف لذلك شيوع العديد من الأخبار عن معجزات وكرامات تنسب إلى عدد من المدفونين بترابها مما سمح للخيال الشعبي أن يشكل تاريخ هذا الجبل كما يشاء له فيغير الحقائق، ويقيم بناءه الفني كما يحلو له، مبالغاً في محاولته الوصول إلى قلب المتلقي والتأثير فيه مؤكدًا:
| البهنسا | " أن مَنْ زارَ جبانة البَهْنَسَا خاض فِي الرحمة حَتَّى يعود، وَمَنْ زارها خرج من ذنوبه كيوم وَلدته أمه، وَمَنْ زارها وَكان مهموما فرج الله همه وَغمه، وَإن كَانَ صاحب حاجة قضى الله عز وَجل حاجته. | البهنسا |

#### مزارات واعتقادات
وَفيها أماكن يستجاب فيها الدعاء منها؛ مجرى الحصى، وَعند مجرى السيل فإن فيهما كَثيِرًا من الشهداء، وَعند قبر زياد بْن أبي سُفْيَان، وَعند مشهد الحسن الصالح بْن الحسين بْن على بْن أبي طالب - رَضِىَ اللهُ تَعَالَى عَنْهُمْ - وَعند قبر عَبْد الرزاق من داخل الباب وَالجبل، وَعند معبد النبي عِيسَى ابْنُ مَرْيَمَ عند قبور الشهداء بسفح الجبل، وَقبليها مكان يعرف بالمراغة قبلي الجبانة عند قبور الشهداء هناك... وَقد زارها جماعة من الصالحين من أرض العراق، وَأبو على النووى. وَسنذكر أنه كَانَ إذا وَصل إليها ينزع ثيابه وَيتمرغ فِي تربتها وَيقول:
| البهنسا | يالكِ من بقعة طالما طار غبارك فِي سبيل الله | البهنسا |

وزارها من كبار الصالحين من أرض المغرب من أقصى الأندلس مشاة على الأقدام، وَشاهدوا من الفضائل العميمة، وَالبركات العظيمة، وَالأمور، وَالبراهين الَّتِي شاهدوها عيانا: فمنهم الأمير عَبْد الله التكروري .

وبالبَهْنَسَا قبور الشهداء من المجاهدين والصحابة والتابعين واستشهد بها جماعة من المجاهدين زهاء عن خمسة آلاف، وبتربتها من الأمراء والصحابة والتابعين زهاء أربعمائة " 
| البهنسا | وَقتل فِي ذَلِكَ اليوم من الْمُسْلِمِينَ زيادة عن أربعمائة ختم الله لهم بالشَّهَادَةِ وَمن عليهم بالسعادة الأعيان منهم ؛ ظاعن بْن فرقد، وَعبد الله بْن سعيد، وَعبد الله بْن حرملة، وَعبد الله بْن النعمان، وَعبد الرزاق الأَنْصَارِيُّ.. وَأيضا قتل عند سوق التجار عشرون، وَدفنوا هناك. وَعند سوق الصوف جماعة كثيرة قريبا من العطارين زيادة عن أربعين، وَعلى شاطئ البحر اليوسفي عند السور جماعة كثيرون رحمة الله وَرضوانه عليهم أجمعين | البهنسا |

وقد حرص العديد من المماليك أن يدفنوا بجوار قبور الشهداء في البهنسا مثال ذلك الأمير بشتك بك والمسمى الألفي الصغير يقول الجبرتي :
| البهنسا | أنه أوصى اتباعه إذا ماتيحملونه إلى وادي البهنسا ويدفنونه بجوار قبور الشهداء فمات في تلك الليلة وهي ليلة الأربعاء تاسع عشر ذي القعدة فلما مات غسلوه وكفنوه وصلوا عليه وحملوه على بعير وأرسلوه إلى البهنسا ودفنوه هناك بجوار الشهداء وانقضى نحبه فسبحان من له سرمدية البقاء. | البهنسا |

وفي المخطوط اجتمع الخيال بالواقع، فأخرجا لنا صورة نادرة عن بحر يوسف، أو البحر اليوسفي الذي تقع مدينة البَهْنَسَا على شاطئه. لم تحل دون وجود روايات وتقارير وصفية «جغرافية» اقتربت من الحقيقة، إلى حد ما خلت من المساحة الأسطورية، وإن لم تخل من الخيال الذي عوض الجهل بالحقائق الجغرافية بطبيعة الحال. وإذا تتبعنا سيرة البحر اليوسفي في المخطوط لوجدنا أن الخيال يسبق الواقع في وجوده لديها، خاصة فيما يتعلق بمنقطة البداية والنشأة والتكوين.
تؤرخ الراوية لنشأته على يد النبي يوسف عليه السلام، حين بادر بحفره أو حفره له جبريل الأمين بأمر الله تعالى بعد أن عجز يوسف عليه السلام عن شقه، رغم استعانته بعشرة آلاف عبد، وقيل مائة ألف:
| البهنسا | فأوحى الله إِلَيْهِ : يا يُوسُف. استعنت برجالك وَأموالك وَلم تستعن بي. فوعزتي وَجلالي لو استعنت بي لأجريته لك فِي أقل من طرفة عين . فخر يُوسُف ساجدا لله عز وَجل، وَهو يَقُول : سبحانك ما أَعْظَم شأنك !. وَأعز سلطانك ثُمَّ إنه لما أفاق من سجوده نزع أثوابه وَاغتسل، وَلبس المسوح وَخرج إلى البرية، وَخر ساجدًا متضرعًا إلى الله عز وَجل. فأوحى الله إِلَيْهِ : يا يُوسُف ارفع رأسك ؛ فقد قضيت حاجتك. ثُمَّ أمر الله سُبْحَانَهُ وَتَعَالَى جِبْرِيلُ فشقه بخافقه من جناحه، وَقيل : بطرف ريشة من جناحه من فمه من الجهة القبلية إلى الفيوم فِي أقل من طرفة عين بقدرة الله تعالى، فعمر يُوسُف - عليه السَّلَام - القناطر . | البهنسا |

ومن بركته: «إنه وَمنها إذا انقطع عنه مدد زيادة النيل يتفجر من أصله عيون فتصير نهرا جاريا، وَهذا لا يوجد فِي غيره من الأنهار».

### طبعات كتاب فتوح البَهْنَسَا
حظى كتاب فتوح البَهْنَسَا باهتمام الطابعين في مصر، وانعكس رواج القصة على طبعاته، فقد طُبع في مصر (القاهرة) تحت عنوان «فتوح البَهْنَسَا الغراء وما فيها من العجائب والغرائب وما وقع فيها للصحابة رضوان الله عليهم أجمعين»، منسوباً إلى الشيخ محمد بن محمد المعز، وكذلك إلى الواقدي وقد ذكر سركيس في معجم المطبوعات العربية والمعربة الطبعات التالية :
1. مصر القاهرة 1278 هـ/ 1861 م (143 صفحة) دون ذكر المطبعة. بينما جاء في المعجم الشامل للتراث العربي المطبوع ج5 أن الكتاب قد طُبع في القاهرة مطبعة بولاق، 1278 هـ/ 1861 م، 1280 هـ/1863 م.
2. مصر القاهرة، 1281 هـ/ 1864 م (143 صفحة) دون ذكر المطبعة.
3. مصر القاهرة 1290 هـ/ 1873 م، المطبعة الوهبية.
4. مصر القاهرة 1297 هـ/ 1879 م (113 صفحة)، مطبعة كاستلي.
5. مصر القاهرة 1300 هـ/ 1882 م، مطبعة عبد الرزاق.
6. مصر القاهرة 1302 هـ/ 1884 م، (105 صفحة) المطبعة لشرقية.
7. مصر القاهرة 1305 هـ/ 1887 م (158 صفحة) المطبعة العلمية.
8. مصر القاهرة 1311 هـ/ 1893 م (158 صفحة) المطبعة العلمية
9. إضافة إلى تلك الطبعات عثرت على شذرات تفيد طباعة الكتاب طبعات أخرى وهي :
10. مصر القاهرة 1278 هـ، المطبعة الكستلية «بالأحرف التي التي ابتدعها حضرة موسى أفندي فهمي بمصر المحروسة، بالمطبعة الكستلية وقد تم في خمسة وعشرين من رمضان الشريف تاريخه دون تاريخ»
11. طبعة المطبعة العامرة العثمانية 1305 هـ، بعنوان «فتوح البَهْنَسَا الغراء» تأليف محمد بن محمد المعز.
12. مصر القاهرة 1384 هـ/ 1965 م (56 صفحة) مكتبة ومطبعة محمد على صبيح، بعنوان «قصة فتوح البهنسا الغراء وما وقع فيها من عجائب الأخبار وغر الأنباء على أيدي الصحابة والشهداء وأكابر السادة من ذوي الآراء رضي الله عنهم». ويجزم «محمد كامل» اعتماد تلك الطبعة على مخطوط دار الكتب القومية بالقاهرة رقم 3512 أدب)، وإن كانت بعض الأجزاء قد حذفت من الكتاب، مثل مقدمة المخطوط التي تبدأ بـ : «الحمد الله الذي رفع السماء على رسم جنس من قدرته... حتى واستشهد بها جماعة من المجاهدين زهاء خمسة آلاف».
13. وطبعة أخرى بالقاهرة في «المكتبة الملوكية» بمصر دون تاريخ.
14. وهناك طبعة من فتوح البَهْنَسَا، منسوبة إلى أبي الحسن أحمد بن عبد الله بن محمد البكري، طبعت في القاهرة في مطبعة الحلبي (دليل الكتب المصرية).
15. وطبعة ثانية لمطبعة مصطفى البابي الحلبي بعنوان : «فتوح البَهْنَسَا الغراء على أيدي الصحابة والشهداء المنسوبة إلى أبي عبد الله محمد بن عمر الواقدي»، القاهرة 1353 هـ / 1934 م. (160 صفحة).
16. وطُبع في القاهرة 1900 م في المطبعة الحميدية، بعنوان «فتوح البَهْنَسَا الغراء وماوقع فيها من عجايب الأخبار وغرايب الأنباء علي أيدي الصحابة والشهداء وأكابر السادة من ذوي الآراء»، 120 صفحة.
17. وطُبع الكتاب في الهند بعنوان «هذا لكتاب قصة البَهْنَسَا وما فيها من العجائب والغرائب وما وقع للصحابة فيه» الهند 1285 هـ /1869 م (257 صفحة)، (المطبع الحيدرى).
18. وطبع مرة أخرى بالهند بعنوان : «قصة البَهْنَسَا : هذا الكتاب حكاية الغزوة من اعز الغزوات الإسلامية وقصة فتح مبين للصحابة». الهند (1327 هـ / 1909 - 1910 م)، (208 صفحة)، (المطبع الكريمي).
19. وفي دار الكتب والوثائق القومية توجد نسخة مخطوطة تحت رقم 3512 أدب، مؤلفها محمد بن محمد المعز، نسخها عثمان مظهر يوم الاثنين الموافق ثمانية من شهر شعبان سنة 1269 هـ، 97 ورقة.
20. وتوجد نسخة أخرى بقلم معتاد بخط فولي بن توني بن على بن بدر، فرغ من كتابتها في يوم 27 من شعبان 1282 هـ (ضمن مجموعة من ورقة 1 - 51)، 6 × 23 سم (16527 ز) انظر : فهرست المخطوطات، تصنيف فؤاد سيد، القسم الثاني (ش - ل)، القاهرة 1962 م.
21. وتوجد نسخة أصلية من المخطوط في مكتبة جامعة لايبزيك بألمانيا : رقم المخطوطة Vollers 0633b وعنوانها «هذا كتاب البهنسا وما جرى للصحابة رضي الله عنهم» عدد الأوراق 134 ورقة، للناسخ عبد الغفار بن عبد الباقي المكي بن السيد. وجاء تاريخ نسخ المخطوط في «ذو الحجة سنة 1185 هـ» ولا توجد إشارات تدل على مؤلفه الحقيقي.وتنبع أهمية هذه النسخة النادرة من كونها أقدم النسخ المعروفة ـ حتى الآن ـ والتي أتاحتها مكتبة جامعة لايبزيك بكل سخاء. كما أن نوع الأخطاء الإملائية والهجائية التي وردت في المخطوط يضئ لنا تأكيدات على أصل شفاهية النص المكتوب.ويعد هذا المخطوط أقدم النسخ التي عثرت عليها حتى كتابة هذه السطور.
22. وفي أرشيف مكتبة جامعة لايبزيك معلومات تشير إلى وجود عناوين مختلفة للمخطوط سبق تناولها في دراسات سابقة منها : «فتوح مدينة البهنسا»، «فتوح البهنسا الغراء وما فيها من الفضائل والأجور»، «فنوح البهنسا الغراء وما وقع فيها من عجائب الأخبار وغرائب الأنباء على أيدي الصحابة والشهداء وأكابر السادة من ذوي الآراء»، «وقصة البهنسا وفتوحها».
23. وأخيرا صدر أول تحقيق علمي لكتاب فتوح البهنسا الغراء “قصة البهنسا ـ حكاية غزوة” كتاب جديد/ قديم من “الكتب الصفراء” يباع دائما في المكتبات القديمة، طبعته مكتبة صبيح وكذلك مكتبة البابي الحلبي منذ القرن التاسع عشر، والجديد انه عكف عليه د. عمرو منير أستاذ التاريخ المتخصص في المساحة العلمية بين التاريخ والفولكلور، وقد اعد دراسة علمية وتحقيقا موسعا لهذا الكتاب وانتقل بذلك من خانة الكتب الصفراء إلى الكتب المطبوعة حديثا على ورق أبيض مصقول وبتناول علمي جاد.

#### ملخص الكتاب
ويتناول الكتاب قضية مثيرة تتعلق بالفتح العربي لمصر، ذلك ان عمرو بن العاص حين جاء إلى مصر لم يقترب بجيشه من منطقة الصعيد، عبر عمرو من فلسطين إلى مصر بسهولة لم تكن قناة السويس قد حفرت، ويبدو أن عمرو جاء إلى مصر بعد عملية استطلاع مخابراتية دقيقة، فقد اجتاز الطريق متجنبا الاحتكاك بأي حامية رومانية كبيرة، حتى وصل إلى حصن بابليون، وتمكن من السيطرة عليه بسهولة، بلا قتال حقيقي ومن بابليون في جنوب القاهرة الآن انطلق نحو الإسكندرية حتى تمكن من السيطرة عليها، ويقول لنا المؤرخ ابن عبد الحكيم:
| البهنسا | إنها فتحت صلحا لا عنوة | البهنسا |

لكن ما ان فكر الجيش الإسلامي في التحرك من بابليون نحو صعيد مصر لاستكمال فتحها، حتى واجهته مقاومة عنيفة، خاصة في منطقة البهنسا على حدود محافظة المنيا الآن، حيث كانت هناك حامية رومانية شديدة وانضم إليها عناصر من المصريين ومن أهل النوبة وسقط عند هذه المدينة عدد من كبار الصحابة شهداء، وهذا ما يتناوله الكتاب الذي بين ايدينا.

#### مشكلة الفتوحات
مشكلة الفتح العربي لمصر مثل مشكلة الفتوحات الإسلامية الأولى كلها، لم تدون وقتها، ولم يكن هناك مؤرخون معاصرون، كان المسلمون في انشغال تام بالفتح وتجهيز الجيوش، وبعد أن استقرت الامور وفي نهاية الدولة الأموية وبدايات العصر العباسي بدأ المؤرخون يكتبون، كان الذين قاموا بالفتوحات من القادة انتقلوا إلى العالم الآخر وكذلك الذين عاصروهم وهكذا لم يسمع المؤرخون من المصادر بل من الروايات الشفهية التي تحملها ذاكرة الاجيال، ومن ثم اختلط التاريخ فيها بالخيال الشعبي والإحساس بالزهو والبطولة
واخترع الخيال الشعبي احداثا ووقائع كثيرة، وهذا يبدو أكثر بالنسبة لفتح مصر ومنطقة البهنسا تحديدا، والدليل أن هذا الكتاب ليس له مؤلف معروف، بل نسب إلى أربعة مؤلفين، هم الواقدي والبكري وكل منهما توفي في القرن الثالث الهجري والمقرس المتوفي في القرن الثامن الهجري، والرابع هو الشيخ العلامة والعمدة الفهامة محمد بن محمد المعز، ويحلل المحقق النص لينتهي إلى أن المؤلف على الأغلب هو الأخير متفقا مع رأي سابق قال به فاروق خورشيد، ويبدو أن وضع القصص واختلاقها في الوقائع التاريخية كان شائعا إلى حد ان الذهبي وصف المؤرخ “البكري” بأنه كذاب ودجال،
أما السيوطي من جانبه وضع كتابا للتحذير من هذه الظاهرة سماه :
| البهنسا | تحذير الخواص من أكاذيب القصاص، | البهنسا |

أما عبد الرحمن بن خلدون صاحب المقدمة والمؤرخ والفقيه المعروف في التاريخ الإسلامي فقد حذر هو الآخر من ذلك قائلا:
| البهنسا | إن فحول المؤرخين في الإسلام قد استوعبوا اخبار الايام وجمعوها وسطروها في صفحات الدفاتر واودعوها، وخلطها المتطفلون بدسائس من الباطل واوهموا فيها أو ابتدعوها وزخارف من الروايات المصنفة لفقوها ووصفوها. | البهنسا |

ونلاحظ ان كتاب “قصة البهنسا” كان يتغنى به الفنانون الشعبيون في الموالد والاحتفالات وهذا يعني ان الخيال الشعبي سيطر عليه وزاد فيه، حيث تسيطر روح الفخر على النص من البداية، ويجزم فاروق خورشيد بأن مؤلف هذا الكتاب كان في الأصل فنانا شعبيا عليه ان يمتع الناس ويسعدهم بما لديه من حكايات وقصص، يضيف إليها ويزيدها من عنده.

## إنظر أيضاً
- الفتح العربي الإسلامي لمصر
- المنيا